# Nurieux-Volognat

Nurieux-Volognat este o comună în departamentul Ain din estul Franței.